# Lisice (Lučani)
Lisice (Servisch: Лисице) is een plaats in de Servische gemeente Lučani. De plaats telt 383 inwoners (2002).